# 웨스트민스터 대성당
웨스트민스터 대성당(영어: Westminster Cathedral) 또는 웨스트민스터 주교좌 성당은 영국 런던의 웨스트민스터에 있는 로마 가톨릭교회의 대성당이다. 19세기 후반에 건립되어, 1903년 봉헌되었으며, 비잔틴 양식으로 되어 있다. 웨스트민스터 대교구의 대성당이며, 영국 잉글랜드와 웨일스 지역 로마 가톨릭교회의 중심지이다. 부근에 있는 성공회의 유명한 웨스트민스터 사원(Westminster Abbey)을 한국에서는 웨스트민스터 대성당으로 부르는 경우가 많으므로, 로마 가톨릭 교회와 성공회의 대성당을 잘 구별해야 한다.

## 사진

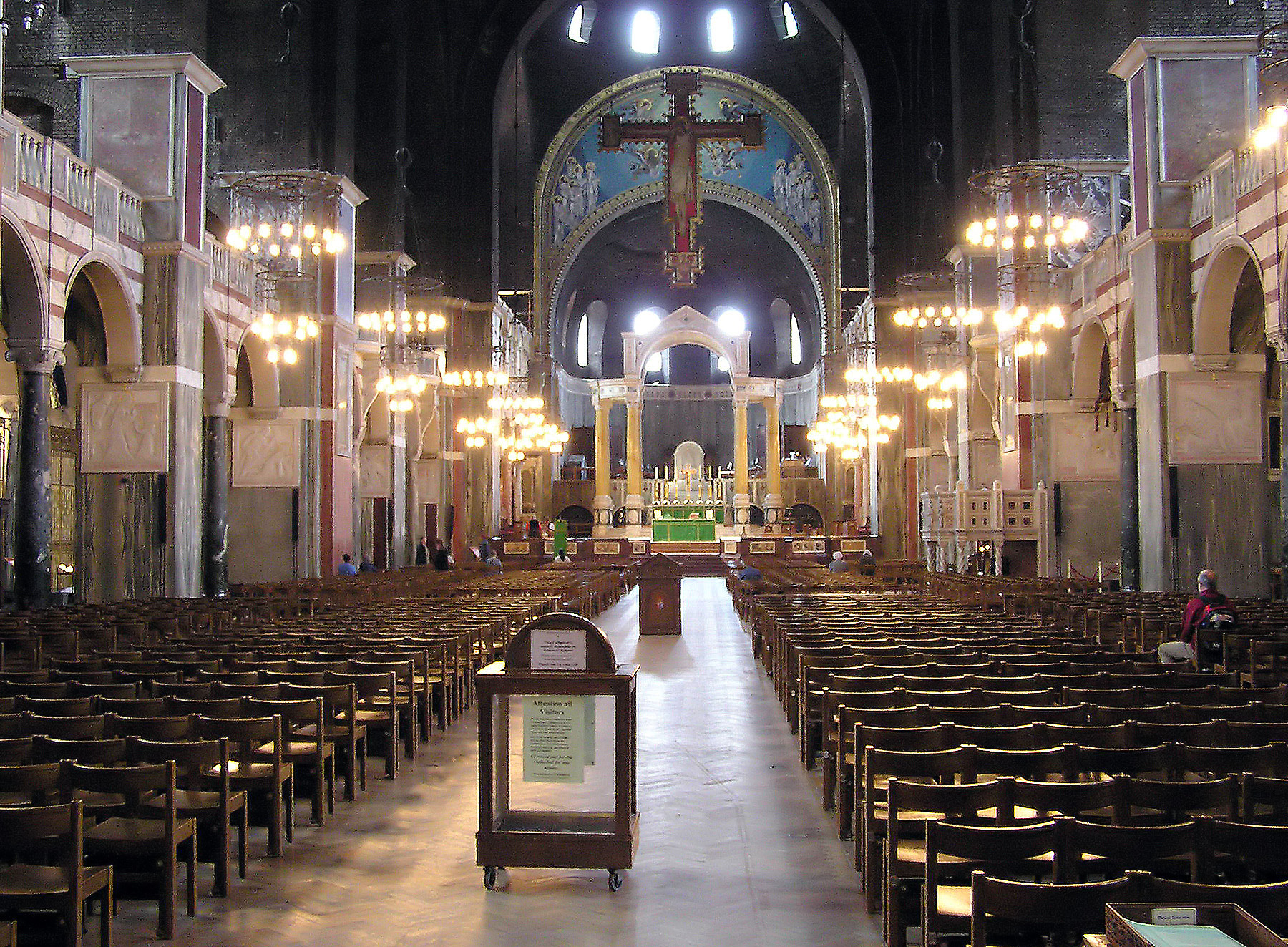
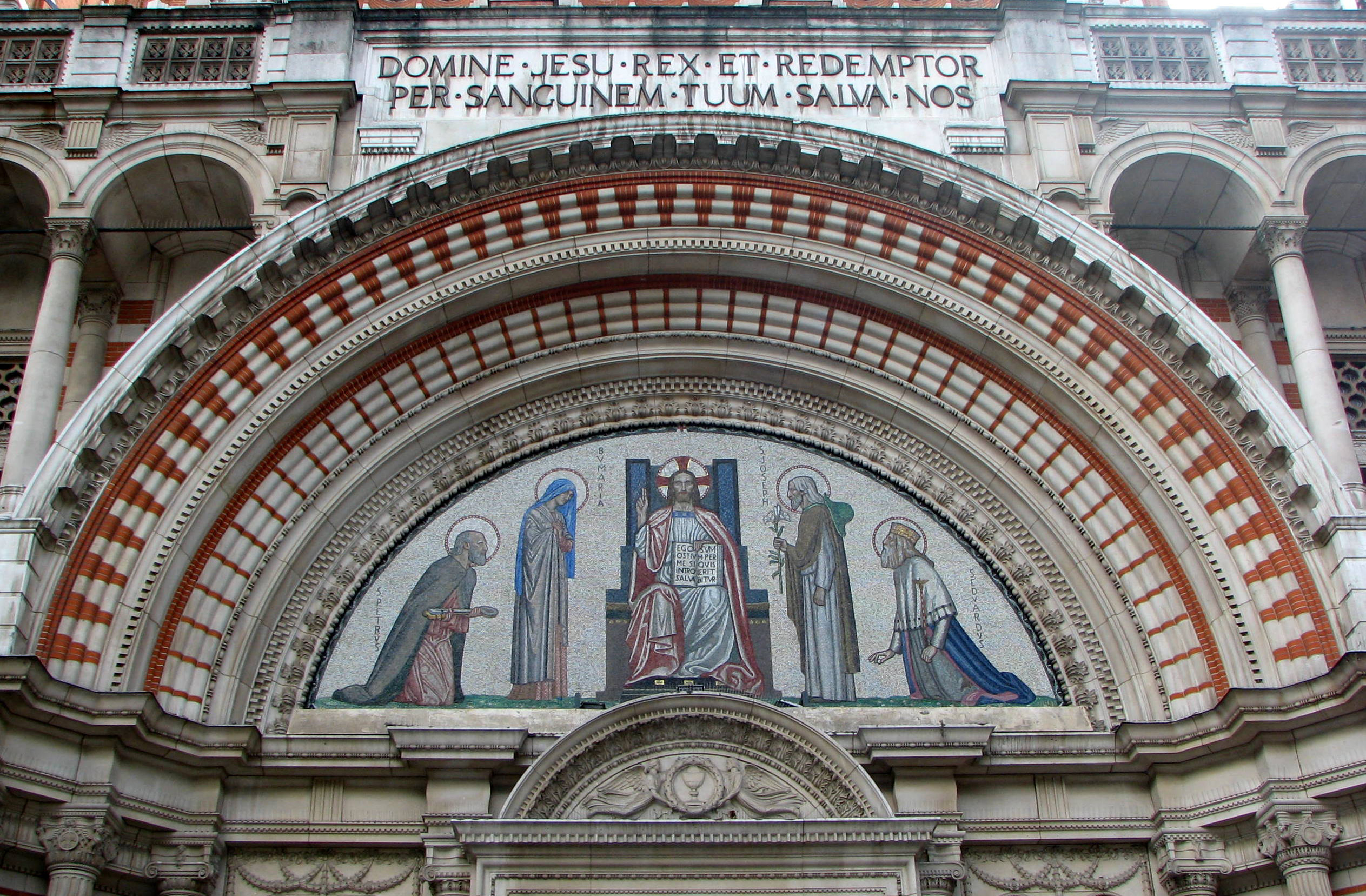
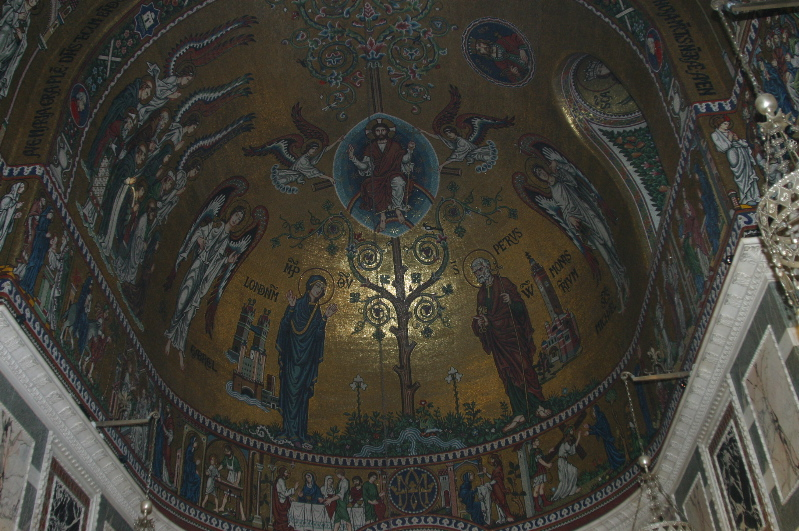
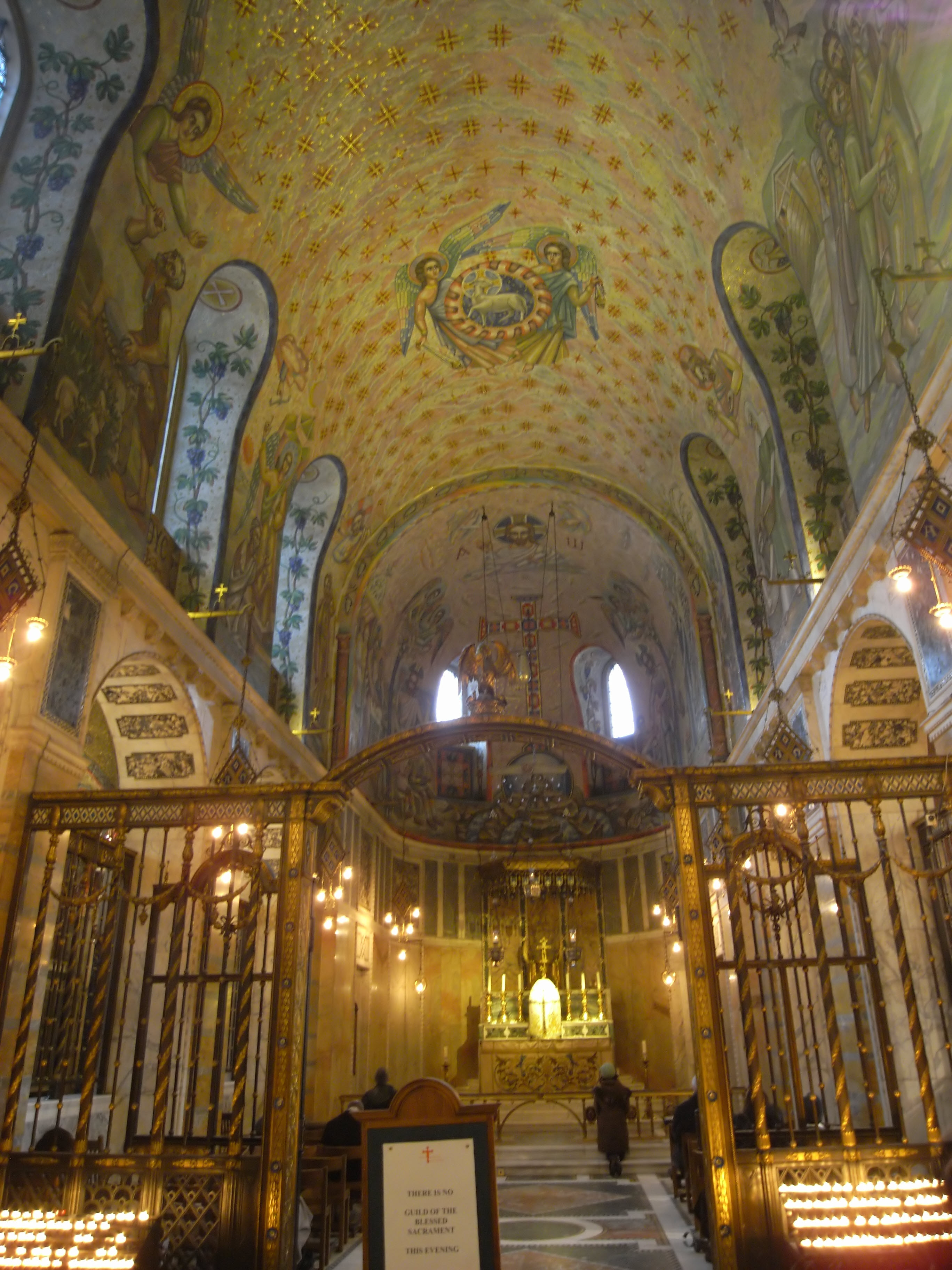